# Stenopogon ruficauda
Stenopogon ruficauda är en tvåvingeart som beskrevs av Engel 1929. Stenopogon ruficauda ingår i släktet Stenopogon och familjen rovflugor. Inga underarter finns listade i Catalogue of Life.